# ディ・ティ・エスインベストメント
株式会社ディ・ティ・エスインベストメント（D・T・S Investment CO.,LTD.）は、東京都千代田区三崎町に本社を置く、不動産担保ローン、ファクタリング事業などを行う会社である。

## 概要
東京都中央区京橋にて、株式会社メディ・ファイナンスの商号で、医療分野における総合金融ソリューションサービスの事業展開を提供する目的で設立された民間金融機関の事業者系ノンバンクである。
設立当初は、消費者金融中堅業者の株式会社アルコとの保証業務を締結し業務を行っていたが、平成12年6月の金利引下げの法改正の影響に伴い事業内容を変更し、商号を現在の株式会社ディ･ティ･エスインベストメントに変更。現在は不動産担保ローン事業と売掛債権の買取をメインに総合ファイナンス事業を行っている。

## 沿革
- 2002年8月2日 - 東京都中央区京橋にて、株式会社メディ・ファイナンスとして設立(資本金1,000万円)。
- 2005年9月 - 東京都新宿区大久保に本店移転、代表取締役の変更、商号を株式会社ディ・ティ・エスインベストメントに変更（資本金1,000万円）。
- 2006年3月 - 東京都千代田区三崎町に本店移転（資本金9,990万円に増資）。